# Métis du Cap
Les métis du Cap sont une catégorie ethnique de la population d'Afrique du Sud. Autrefois regroupés durant la période d'apartheid sous la catégorie des Coloureds, les métis du Cap sont issus principalement des relations entre Khoïkhoï et Afrikaners, ou de liaisons entre ces derniers et des esclaves malais ou bantous aux XVIIe et XVIIIe siècles. Ils résident pour la plupart dans les provinces du Cap-Occidental et du Cap-Nord où ils constituent la majorité ethnique de la population. 
Les métis du Cap sont majoritairement de langue afrikaans. Représentant 2,5 millions de personnes, ils constituent le plus important groupe métis de la catégorie Coloureds (4 millions de personnes). Dans celle-ci, on y distingue également les Malais du Cap et « autres coloureds ».  
Le groupe des métis du Cap est loin d'être homogène, certains assument davantage leur héritage européen et se considèrent comme des Afrikaners bruns.

## Histoire
La première et la plus importante phase de mariages interraciaux / métissage en Afrique du Sud s'est produite dans la colonie néerlandaise du Cap , à partir du XVIIe siècle, peu après l'arrivée des colons hollandais menés par Jan van Riebeeck. Lorsque les Néerlandais s'installèrent au Cap en 1652, ils rencontrèrent les Khoï Khoï, originaires de la région. Après leur installation au Cap, les Néerlandais établirent des fermes exigeant une main-d'œuvre intensive et imposèrent l'esclavage au Cap. Certains Khoï Khoï devinrent ouvriers agricoles pour les agriculteurs hollandais du Cap. Malgré cela, les Khoï Khoï opposèrent une résistance, ce qui mena aux guerres Khoï Khoï-Néerlandaises. En conséquence, les Hollandais ont importé des esclaves d'autres parties du monde, en particulier des Malais de l'actuelle Indonésie et des Bantous de diverses régions d'Afrique australe. Dans une certaine mesure, des esclaves ont également été importés de Malaisie, du Sri Lanka, d'Inde, de Madagascar, de l'île Maurice et d'ailleurs en Afrique. Ces esclaves ont cependant été dispersés et ont perdu leur identité culturelle au fil du temps. Comme la plupart des colons hollandais du Cap étaient des hommes, nombre d'entre eux se sont mariés et ont engendré le premier groupe d'enfants métis avec des femmes Khoi Khoi. Peu après l'arrivée des esclaves au Cap, les hommes hollandais se sont également mariés et ont engendré des enfants métis avec des Malais d'Indonésie, des Bantous d'Afrique du Sud, des Indiens et d'autres groupes ethniques réduits en esclavage au Cap, Dans une certaine mesure, les esclaves du Cap ont également eu des unions interraciales entre eux et des enfants métis ont également été conçus à partir de ces unions, car les esclaves étaient de races différentes (africaines et asiatiques). Contrairement à la règle de la goutte unique aux États-Unis, les enfants métis du Cap n'étaient pas considérés comme « suffisamment blancs pour être blancs », « suffisamment noirs pour être noirs » ni « suffisamment asiatiques pour être asiatiques ». Par conséquent, les enfants métis issus de toutes ces unions interraciales au Cap ont grandi et se sont mariés entre eux, formant leur propre communauté qui serait plus tard connue sous le nom de « Cape Coloured ». Le premier mariage interracial au Cap fut celui de Krotoa (une femme khoï-khoï, servante, traductrice et négociatrice essentielle entre les Néerlandais et les Khoï-khoï. Son nom néerlandais était « Eva Van Meerhof ») et de Peter Havgard (un chirurgien danois que les Néerlandais renommèrent « Pieter Van Meerhof »). Ayant conçu trois enfants métis, Krotoa était connue comme la mère qui a donné naissance à la communauté métisse d'Afrique du Sud. En conséquence, les Métis du Cap ont fini par avoir l'ascendance la plus diversifiée au monde, avec un mélange de nombreuses cultures différentes.

## Terminologie
Le terme « de couleur » est actuellement considéré comme neutre en Afrique australe, désignant les personnes d'ascendance métisse. Ce terme peut être perçu comme offensant dans d'autres pays occidentaux, comme la Grande-Bretagne et les États-Unis. Les insultes raciales les plus utilisées contre les Métis du Cap sont « Hottentot » ou « hotnot » et « Kaffir ». Le terme « hotnot » est un terme péjoratif utilisé pour désigner les Khoisans et les Métis en Afrique du Sud. Ce terme est originaire du néerlandais, où « Hottentot » était utilisé pour décrire une langue parlée par le peuple Khoisans. Il a ensuite été utilisé comme terme péjoratif pour désigner ce peuple lui-même, en raison des perceptions européennes de son apparence physique et de sa culture. Ce terme est souvent utilisé pour dénigrer et déshumaniser les Khoisans et les Métis, perpétuant ainsi des stéréotypes néfastes et la discrimination à leur encontre. Le terme « Kaffir » est une insulte raciale utilisée pour désigner les Métis et les Noirs en Afrique du Sud. Il est originaire de l'arabe et était utilisé pour désigner les non-musulmans. Plus tard, il a été utilisé par les Sud-Africains d'origine européenne pour désigner les Noirs et les Métis pendant l'apartheid, et le terme a été associé au racisme et à l'oppression. Bien qu'il soit encore utilisé contre les personnes de couleur, il n'est pas aussi répandu que contre les personnes noires,.

## Dans les médias
Le film de 2009, I'm Not Black, I'm Coloured – Identity Crisis at the Cape of Good Hope (Monde World Films, sortie aux États-Unis), est l'un des premiers documentaires historiques à explorer l'héritage de l'apartheid à travers le point de vue de la communauté métisse du Cap, notamment à travers des entretiens avec des anciens, des pasteurs, des parlementaires, des étudiants et des citoyens ordinaires luttant pour trouver leur identité dans la nouvelle Afrique du Sud. Sa suite, Word of Honour: Reclaiming Mandela's Promise (Monde World Films, sortie aux États-Unis), est sortie en 2016.